# Церковь Святых Апостолов (Салоники)
Церковь Святых Апостолов, Церковь Двенадцати Апостолов (греч. Αγίοι Απόστολοι) — крестово-купольная базилика в городе Салоники, посвящённая соборной памяти двенадцати апостолов. В 1988 году в составе раннехристианских и византийских памятников Салоник включена в перечень объектов Всемирного наследия.

## История создания
Считалось, что церковь была построена в XII веке (некоторые специалисты видели в ней элементы архитектуры VII века). Однако после обнаружения в ходе реставрации монограмм константинопольского патриарха Нифонта I, в которых он называется её основателем, строительство церкви стали относить к началу XIV века. Изначально церковь была посвящена Богородице, о чём свидетельствует система росписей храма. Позднее посвящение церкви двенадцати апостолам основано на легенде, что изначально храм ранее имел 12 куполов, которые символизируют апостолов.
При постройке церкви были использованы элементы более ранних строений (например, капители колонн центрального купола). Вероятно церковь была главным храмом монастыря располагавшегося рядом с ней и закрытого при турецком завоевании. Церковь святых апостолов как и большинство храмов Салоник в период между 1520 и 1530 годами была обращена в мечеть.

## Особенности архитектуры
Базилика представляет собой крестокупольный храм, купол которого поддерживается четырьмя арками. По периметру (исключая восточную сторону) церковь окружена галереей, в которой на восточных концах устроены приделы. Центральная часть церкви имеет квадратную форму. В алтарной части сделаны отдельные помещения для жертвенника и диаконника.

## Внутреннее убранство

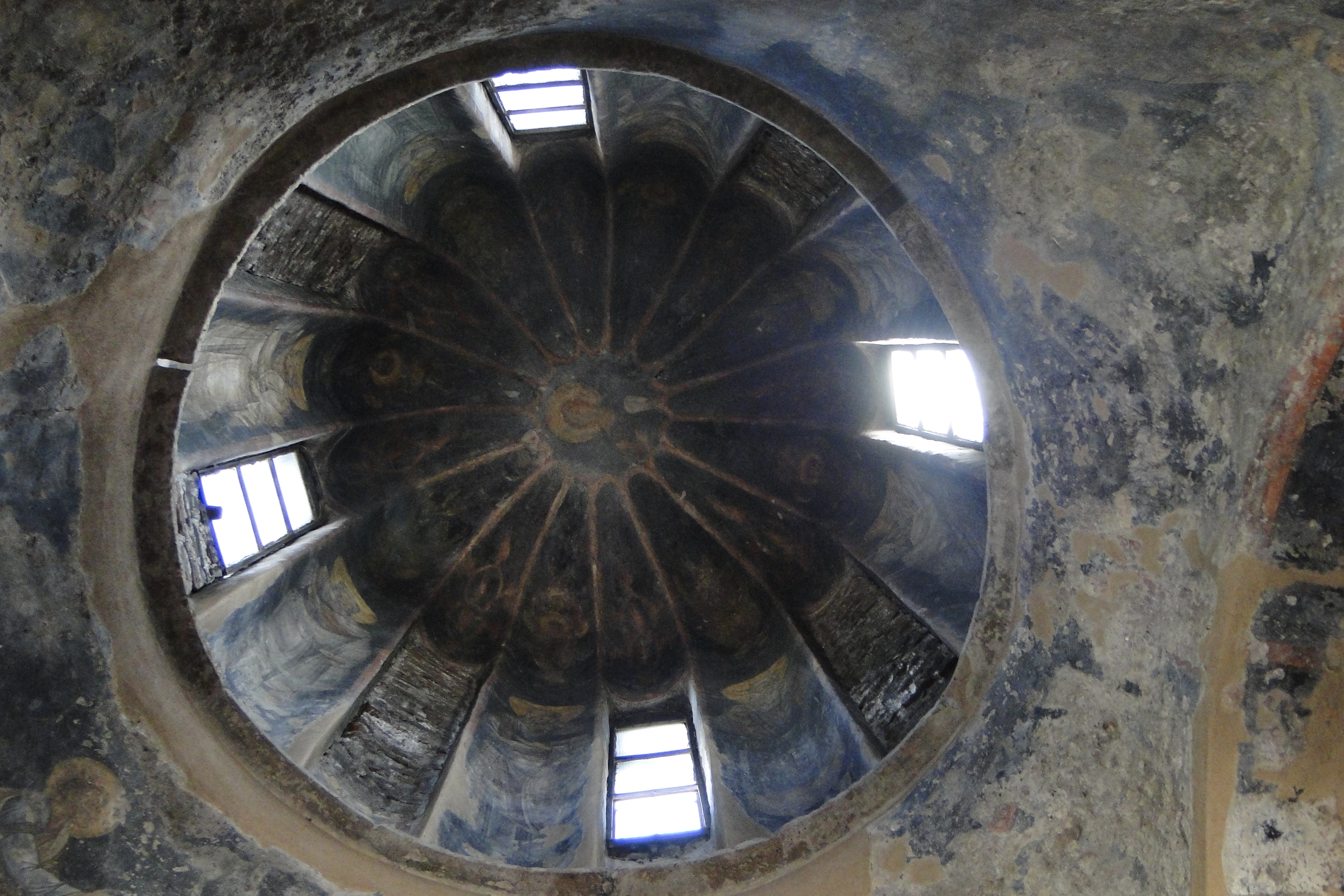
Фрески южного купола

Церковь богато украшена мозаикой и фресками эпохи Палеологов. Живописное убранство церкви стоит в одном ряду с живописным убранством константинопольских монастырей Паммакаристос и Хора, что свидетельствует о работе ведущих мастеров.

### Мозаики
Мозаики храма относят к последним мозаичным полотнам в Салониках перед турецким завоеваниям. Купол украшает изображение Христа Вседержителя в окружении ветхозаветных пророков. Ниже в треугольниках симметрично изображены евангелисты. Мозаикой украшены и все арки центральной части церкви:
- южная — Рождество Христово и Крещение;
- западная — Преображение и Вход Господень в Иерусалим;
- северная — Распятие Христово и Воскресение.

На стенах сохранились мозаики Успение Богородицы, Спас Нерукотворный, частично — Сретение и Благовещение.
Мозаики отличаются реалистичностью, а в отдельных сценах драматизмом. Изучая технику и цветовую гамму мозаик, выделяют двух мастеров, участвовавших в их создании. Первый выполнил мозаики купола и арок, которые отличаются высокой проработкой деталей, использованием широкой цветовой гаммы, что делает мозаики издалека похожими на фрески. Второй мастер уделяет внимание резкости и чёткости изображений, работая в технике мозаики XI — XII веков.
Особо следует отметить мозаику Преображение Господне, имеющую очень хорошую сохранность (утрачен только золотой фон). Вероятно, она была покрыта штукатуркой сразу после превращения церкви в мечеть, при этом золотые элементы фона были вынуты очень аккуратно.

### Фрески
Большинство фресок украшают алтарную часть церкви. На них в большинстве изображены сцены из жизни Богородицы, в том числе изображение Корня Исаии (родословное древо Богородицы). Устроенный в северной галереи придел в честь Иоанна Крестителя украшен фресками на сюжеты его жития.